# Izraelska nogometna reprezentacija
Izraelska nogometna reprezentacija predstavlja državu Izrael u međunarodnom muškom nogometu. Iako je zemljopisno Izrael teritorijem u Aziji, iz sigurnosnih razloga natječe se u europskim natjecanjima pod okriljem UEFE. U azijskim je bio od 1954. do 1974. godine, a u oceanijskim od 1985. do 1989. godine, nakon čega se počeo natjecati u europskim natjecanjima.
Prvu međunarodnu utakmicu Izrael je odigrao protiv nogometne reprezentacije SAD-a u New Yorku u sklopu OI 1948. Nastupili su na prvenstvu 1970. Izrael je bio domaćin Azijskog kupa 1964. i osvojio ga.

## Nastupi na velikim natjecanjima

### Svjetska prvenstva
- 1934. – 1970. - nisu se kvalificirali
- 1970. - skupina
- 1974. – 2010. - nisu se kvalificirali

### Azijska prvenstva
- 1956. -  srebro
- 1960. -  srebro
- 1964. -  zlato
- 1968. -  bronca
- 1972. - odustali

### Europska prvenstva
- 1996. – 2016. - nisu se kvalificirali